# Lawrence Singer
Lawrence Raphael Singer (Detroit (Michigan), 1940) is een Amerikaans componist, muziekcriticus, hoboïst en althoboïst.

## Levensloop
Singer studeerde aan de befaamde Eastman School of Music in Rochester (New York) met als hoofdvak hobo. Als hoboïst en althoboïst speelde hij in verschillende kamermuziek-ensembles en orkesten. Maar hij gaf ook solo recitals en trad als solist met orkesten op. Hij is auteur van een veel gebruikte hobo-methode. Een bepaalde tijd werkte hij ook als muziekcriticus van de The Metropolitan Opera Guild en het magazine Opera News. 
Als docent en professor werkt hij aan de State University of New York at Buffalo. 

## Composities

### Werken voor orkest
- 1983 Sensazione II, voor hobo en orkest

### Werken voor harmonieorkest
- 1976 Concerto in Baroque Style, voor piccolo en harmonieorkest - première: 1987 tijdens de conferentie van de World Association for Symphonic Bands and Ensembles in Boston door Clement Barone (piccolo) en de Wayne State University Concert Band uit Detroit (Michigan).

### Kamermuziek
- 1966 Concertazioni per ghitarra, voor gitaar, hobo, altviool, cello en slagwerk
- 1981 Sensazione, voor althobo solo
- 1995 Memories, voor solo hobo

### Pedagogische werken
- 1969 Metodo per Oboe Translated by Reginald Smith Brindle. Milano: Edizioni Suvini Zerboni, 1969.
- Method In Theory and Practice - Part 4 Oboe Method (samen met: Sigismondo Singer)
- Method In Theory and Practice - Part 5 Oboe Method (samen met: Sigismondo Singer)
- Method In Theory and Practice - Part 6 Oboe Method (samen met: Sigismondo Singer)

## Publicaties
- Jean-Charles Francois: The Solitary, per corno inglese e percussione by Bruno Bartolozzi, in: Notes, 2nd Ser., Vol. 37, No. 3 (Mar., 1981), p. 690
- Oliver Knussen: Dallapiccola: Tartiniana Seconda, T.45; Due Studi, T.30; Ciaccona, Intermezzo e Adagio, T.28; Parole di San Paolo, T.53 by Sandro Materassi, Pietro Scarpini, Amedeo Baldovino, Magda Laszlo, Zoltan Pesko, Dallapiccola; Giuseppe Sinopoli: Numquid; Maderna: Aulodia per Lothar, Bartolozzi: Collage; Francesco Valdambrini: Dioe; Yoritsune Matsudaira: Somaksah; Lawrence Singer: Musica a 2 by Lothar Faber, Kate Wittlich, Vincenzo Saldarelli, Francesco Valdambrini, Lawrence Singer, Giuseppe Sinopoli, Maderna, Bartolozzi, Yoritsune Matsudaira, in: Tempo, New Ser., No. 121 (Jun., 1977), pp. 41-42
- Nancy Bonar: The Evolution of the mechanized Oboe and its new music, Amherst, Massachusetts

- Gemeinsame Normdatei: 122456130
- International Standard Name Identifier: 0000 0000 3090 0799
- Library of Congress Control Number: n80163627
- MusicBrainz: 490df59c-ed2c-48ed-8203-d6988eca38ec
- Nationale Bibliotheek van Israël: 987007347378905171
- Système universitaire de documentation: 240136667
- Virtual International Authority File: 32878556
- WorldCat: E39PBJmttDBTGphYp7fhDCMtrq